# Anora
Anora es una película estadounidense dramática con toques de comedia dramática y de comedia screwball de 2024 escrita y dirigida por Sean Baker. Está protagonizada por Mikey Madison como Anora Mikheeva, una estríper que se casa con el hijo de un oligarca ruso, interpretado por Mark Eydelshteyn . El elenco de reparto incluye a Yura Borisov.
La película se estrenó el 21 de mayo de 2024 en el 77.º Festival de Cine de Cannes, donde fue galardonada con la Palma de Oro. Fue estrenada en cines el 18 de octubre de 2024. La película recibió elogios de la crítica y fue seleccionada como una de las diez mejores películas de 2024 por el National Board of Review y el American Film Institute. Recibió cinco nominaciones en la 82.ª edición de los Globos de Oro, incluyendo a mejor película - comedia o musical, mejor actriz y mejor director.  En los Premios BAFTA, ganó el premio al Mejor Reparto y a la mejor actriz para Madison. Fue galardonada con cinco Premios Oscar, incluyendo mejor película, dirección, montaje y guion original para Baker y mejor actriz para Madison. Además esta actriz y por este trabajo recibió más de veinte premios internacionales. Ha recaudado más de veinticinco millones de dólares en todo el mundo, lo que la convirtió en la película más taquillera del director.

## Sinopsis
Anora «Ani» Mikheeva es una stripper que vive en Brighton Beach, un barrio ruso-estadounidense de Brooklyn. En diciembre del 2018, su jefe le presenta a Ivan «Vanya» Zakharov, el hijo de un rico oligarca ruso, Nikolai Zakharov. Vanya está en Estados Unidos para estudiar, pero prefiere divertirse y jugar videojuegos en la mansión de su familia en Brooklyn. Vanya contrata a Ani para varios encuentros sexuales. Le paga quince mil dólares para que se quede con él durante una semana. 
En enero del 2019, Vanya y su séquito vuelan a Las Vegas, donde Vanya le pide a Ani que se case con él para poder obtener la tarjeta verde. Aunque Ani se muestra escéptica, Vanya insiste en que su amor es genuino y se fugan a una capilla nupcial de Las Vegas. Ani deja su trabajo y se muda a la mansión de Vanya. Cuando la noticia de la boda se extiende a Rusia, la madre de Vanya, Galina, ordena a su padrino, Toros, que encuentre a la pareja y arregle una anulación mientras la familia vuela a Estados Unidos. 
Toros envía a sus secuaces, Garnick e Igor, a la casa. Le informan a Vanya que sus padres lo llevarán de regreso a Rusia y enfurecen a Ani llamándola prostituta. Vanya huye y Ani lucha con Garnick e Igor, hiriéndolos y destruyendo muebles, pero ellos la atan. Cuando llega Toros, le da un sermón a Ani sobre la inmadurez de Vanya, confisca su anillo de bodas y le explica que Vanya no tiene bienes personales para dividir en un divorcio. Le ofrece diez mil dólares para que acepte la anulación. Ani insiste en que ella y Vanya están enamorados, pero acepta ayudar a Toros a encontrarlo. Ani, Toros, Garnick e Igor pasan la noche conduciendo por Brooklyn buscando a Vanya. Ani descubre a Vanya, borracho, recibiendo un baile erótico de una estríper en su antiguo lugar de trabajo. 
Al día siguiente, la anulación es rechazada por el tribunal cuando se descubre que Ani y Vanya se casaron en Nevada. Galina ordena al grupo que vuele a Las Vegas. En el aeropuerto, Ani se presenta a los padres de Vanya en ruso, pero Galina desprecia a Ani. Vanya cede ante sus padres y exige que Ani acepte la anulación. Ani, que no ha firmado un acuerdo prenupcial, amenaza con obligar a Vanya a pasar por un largo proceso de divorcio, pero Galina amenaza con destruir su vida si lo hace. Reconociendo la inmadurez de Vanya y el poder de su familia, Ani acepta la anulación. Después de firmar los papeles, Igor sugiere que Vanya se disculpe con Ani, pero Galina insiste en que su hijo no se disculpará con nadie. Igor lleva a Ani de regreso a Nueva York para trasladar sus pertenencias. 
Pasan una última noche en la mansión Zakharov. Igor conversa con Ani, pero ella le dice que tiene «ojos de violador». Por la mañana, Igor le da a Ani el dinero que Toros le prometió y la lleva a su casa. En el coche, le devuelve el anillo de bodas a Ani. Ani inicia el sexo con Igor, pero se resiste cuando él intenta besarla y ella rompe a llorar en sus brazos.

## Reparto
- Mikey Madison como Anora «Ani» Mikheeva,[2] estríper que trabaja en el club Headquarters.
- Mark Eidelstein como Iván «Vanya» Zajárov, el hijo adinerado de un oligarca ruso.
- Yura Borísov como Ígor, un secuaz ruso contratado por Toros para cuidar de Vanya.
- Karren Karagulián como Toros, un cuidador armenio contratado por el padre de Vanya para cuidarlo.
- Vache Tovmasyán como Garnick, Un secuaz armenio contratado por Toros.
- Luna Sofía Miranda como Lulú, una estríper de Headquarters amiga de Ani.
- Lindsey Normington como Diamond, una estríper antipática de Headquarters que compite con Ani por los clientes.
- Alena Gurévich como Klara, ama de llaves de la mansión Zakharova.
- Daria Yekamásova como Galina Zajárova, madre de Iván.
- Alekséi Serebriakov como Nikolái Zajárov, padre de Iván, un oligarca ruso.
- Anton Bitter como Tom, amigo y miembro del séquito de Vanya.
- Ivy Wolk como Crystal, amiga y miembro del séquito de Vanya que trabaja en una tienda de dulces de Coney Island.
- Vlad Mamai como Alska, amigo y miembro del séquito de Vanya.
- Maria Tichinskaya como Dasha, amiga y miembro del séquito de Vanya.
- Ella Rubin como Vera Mikheeva, la hermana de Ani.

## Producción
Sean Baker declaró que Anora se inspiró en una historia de un amigo sobre un  ruso-estadounidense recién casado que fue secuestrado. También se inspiró en su trabajo de 2000 y 2001, cuando editó vídeos de bodas, incluidos unos de ruso-estadounidenses en Nueva York. [cita requerida]
Baker contrató como consultora creativa a Andrea Werhun, una escritora y actriz canadiense conocida por sus memorias de 2018 Modern Whore sobre su época anterior como trabajadora sexual. La fotografía principal tuvo lugar a principios de 2023 en Brooklyn, Nueva York.[cita requerida]
Baker eligió a Mikey Madison como protagonista después de verla en Once Upon a Time in Hollywood y Scream, contratándola sin una audición y escribiendo el guion para ella. Madison aprendió ruso, visitó clubes de striptease y estudió el acento de Brooklyn para prepararse para el papel.
La fotografía principal tuvo lugar a principios de 2023 en Brooklyn, Nueva York. Se filmó usando una película Kodak Vision 5219 de 35 mm. Alex Coco, uno de los productores de la película, trabajó como disc jockey de la música en las escenas del club. [cita requerida]
La banda sonora de la película incluye «Dreaming» de Blondie, «All the Things She Said» de t.A.T.u. y «Greatest Day» de Take That.[cita requerida]

## Estreno

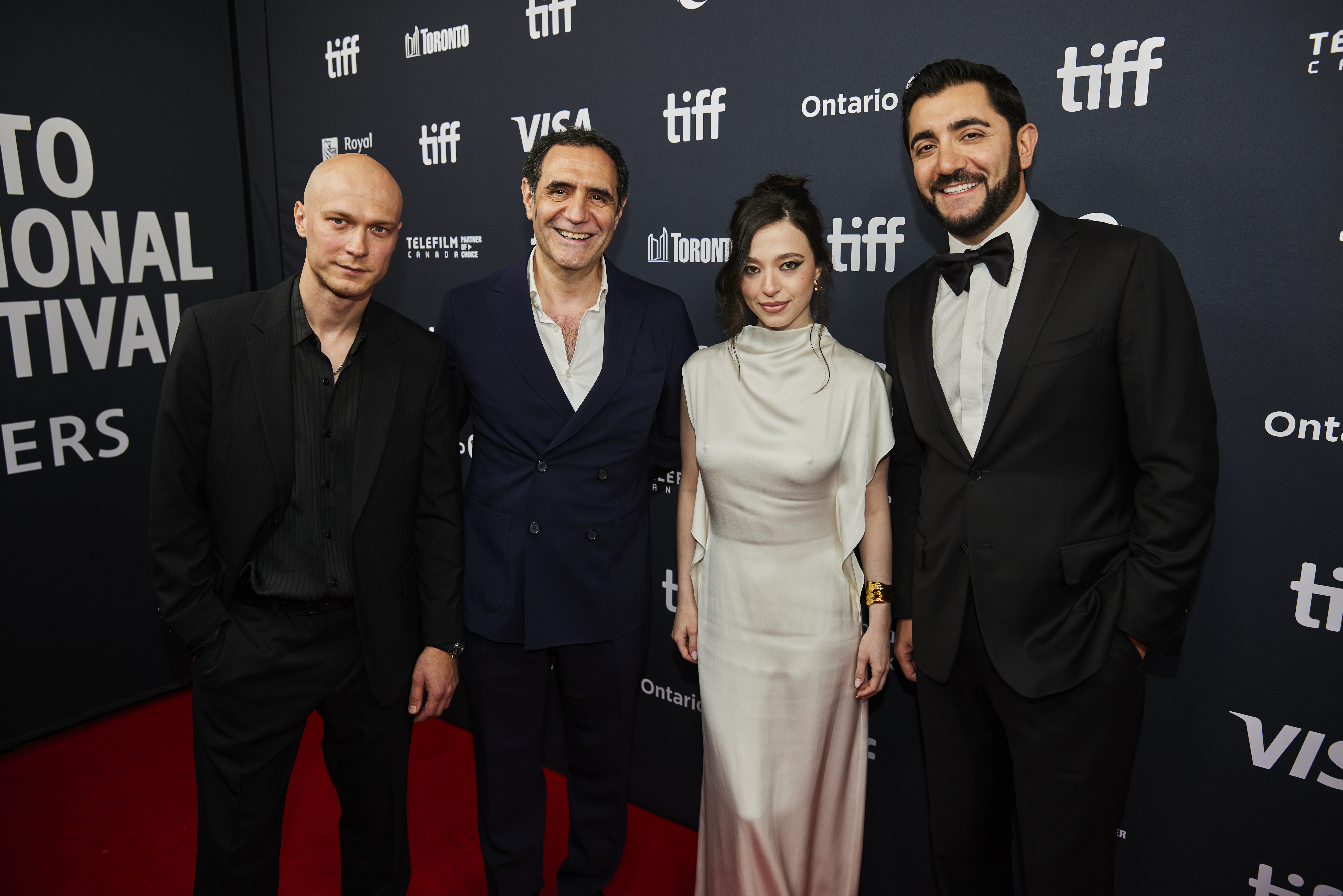
Elenco de la película en el Festival de Cine de Toronto.

FilmNation Entertainment adquirió los derechos de distribución mundial en octubre de 2023. Luego, FilmNation vendió la película a Le Pacte para Francia, Lev para Israel, Kismet para Australia y Nueva Zelanda, y Focus Features / Universal Pictures International para el resto del mundo, en acuerdos similares a los realizados en la película anterior de Baker, Red Rocket. En noviembre de 2023, Neon adquirió los derechos de distribución de la película en Norteamérica.
Anora se estrenó en el Festival de Cine de Cannes el 21 de mayo de 2024 y ganó la Palma de Oro del festival el 25 de mayo. Obtuvo una ovación de pie de diez minutos al final de su proyección.[cita requerida]
Se convirtió en el quinto ganador consecutivo de la Palma de Oro distribuida por Neon en los Estados Unidos, después de Parasite, Titane, Triangle of Sadness y Anatomy of a Fall.[cita requerida]

## Recepción

### Crítica

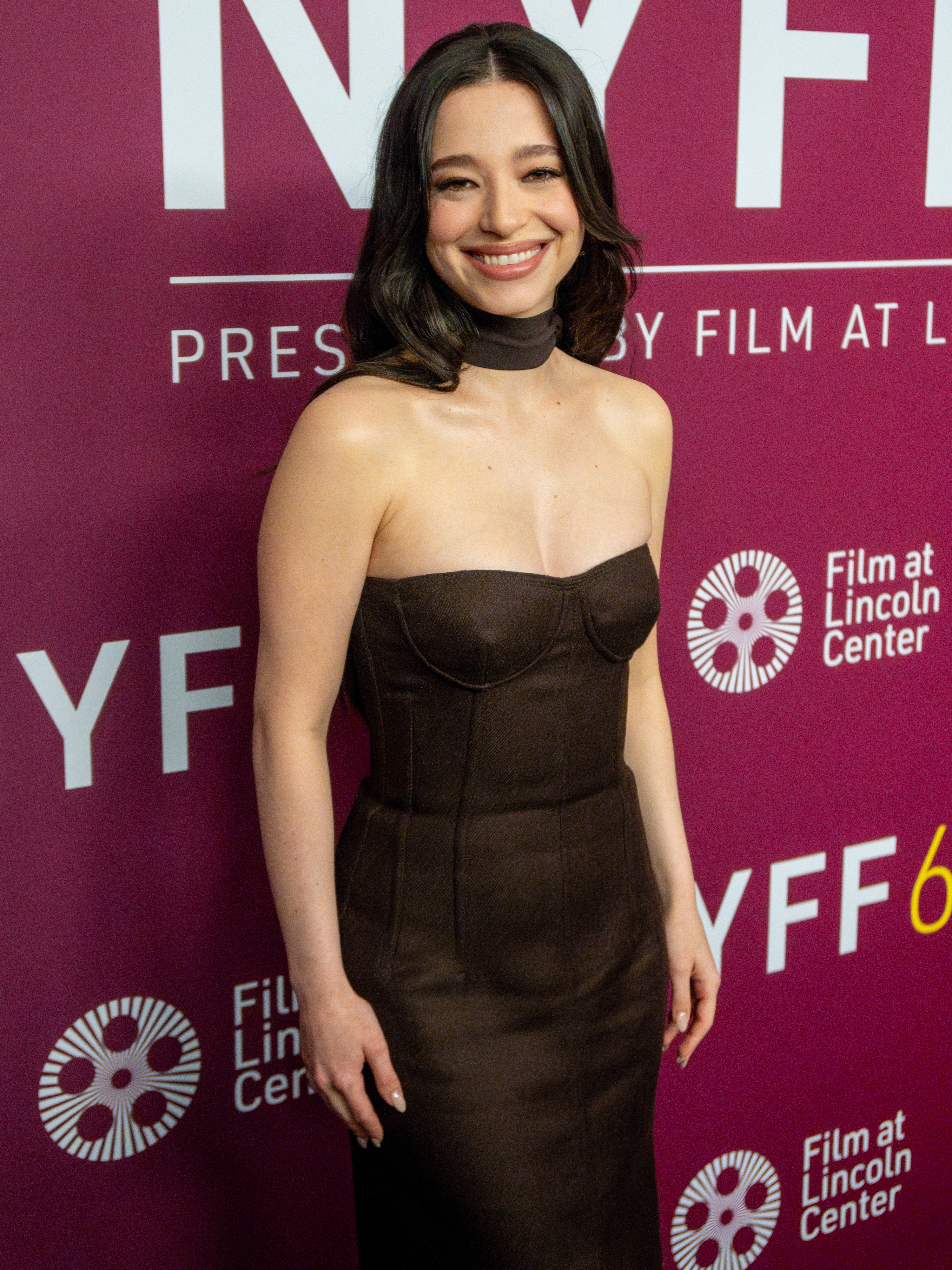
Mikey Madison recibió aclamación de la crítica por su interpretación.

En el sitio web de agregación de reseñas Rotten Tomatoes, el 94 % de las 324 reseñas de los críticos son positivas, con una calificación promedio de 8.9/10. El consenso del sitio web dice: «Otra maravillosa crónica de los luchadores de Estados Unidos del escritor y director Sean Baker, a la que se le da un toque extra de chispa gracias a la actuación estridente de Mikey Madison, Anora es un drama romántico al límite». Metacritic, que utiliza un promedio ponderado, le asignó a la película una puntuación de 91 sobre 100, basada en 62 críticos, lo que indica «aclamación universal». En AlloCiné, la película recibió una calificación promedio de 4.2 sobre 5, basada en 45 reseñas, de los críticos franceses.
Greta Gerwig, presidenta del jurado del 77.º Festival de Cine de Cannes, comentó que «[Anora] fue algo que colectivamente nos transportó, nos conmovió […] Parecía algo nuevo y en diálogo con formas más antiguas de cine. Había algo en ella que nos recordaba a [las] estructuras clásicas de Lubitsch o Howard Hawks, y luego hizo algo completamente verdadero e inesperado».

### Premios y distinciones
| Premio                                                              | Fecha                    | Categoría                                  | Nominado/a                             | Resultado                                 | Ref.   |
| ------------------------------------------------------------------- | ------------------------ | ------------------------------------------ | -------------------------------------- | ----------------------------------------- | ------ |
| Cannes Film Festival                                                | 25 de mayo de 2024       | Palma de Oro                               | Sean Baker                             | Ganador                                   | [ 7 ]  |
| Miskolc International Film Festival                                 | 14 de septiembre de 2024 | Emeric Pressburger Prize                   | Anora                                  | Nominada                                  | [ 8 ]  |
| Toronto International Film Festival                                 | 15 de septiembre de 2024 | Premio del público                         | Anora                                  | Nominada                                  | [ 9 ]  |
| Mill Valley Film Festival                                           | 16 de octubre de 2024    | MVFF Breakthrough Performance Award        | Mikey Madison                          | Ganadora                                  | [ 10 ] |
| Savannah Film Festival                                              | 2 de noviembre de 2024   | Breakthrough Award                         | Mikey Madison                          | Ganadora                                  | [ 11 ] |
| Imagine Film Festival                                               | 2 de noviembre de 2024   | Silver Scream Award                        | Sean Baker                             | Ganador                                   | [ 12 ] |
| Celebration of Cinema and Television                                | 12 de noviembre de 2024  | Producer Award                             | Samantha Quan                          | Ganadora                                  | [ 13 ] |
| Hamilton Behind the Camera Awards                                   | 14 de noviembre de 2024  | Property Master Award                      | Kendra Eaves                           | Incluida                                  | [ 14 ] |
| Gotham Awards                                                       | 2 de diciembre de 2024   | Mejor Película                             | Sean Baker, Alex Coco y Samantha Quan  | Nominados                                 | [ 15 ] |
| Gotham Awards                                                       | 2 de diciembre de 2024   | Mejor Director                             | Sean Baker                             | Nominado                                  | [ 15 ] |
| Gotham Awards                                                       | 2 de diciembre de 2024   | Mejor Interpretación Principal             | Mikey Madison                          | Nominada                                  | [ 15 ] |
| Gotham Awards                                                       | 2 de diciembre de 2024   | Mejor Interpretación de Reparto            | Yura Borisov                           | Nominado                                  | [ 15 ] |
| Astra Film and Creative Awards                                      | 8 de diciembre de 2024   | Mejor Película                             | Anora                                  | Nominada                                  | [ 16 ] |
| Astra Film and Creative Awards                                      | 8 de diciembre de 2024   | Mejor Comedia o Musical                    | Anora                                  | Nominada                                  | [ 16 ] |
| Astra Film and Creative Awards                                      | 8 de diciembre de 2024   | Best Director                              | Sean Baker                             | Nominado                                  | [ 16 ] |
| Astra Film and Creative Awards                                      | 8 de diciembre de 2024   | Mejor Guion Original                       | Sean Baker                             | Nominado                                  | [ 16 ] |
| Astra Film and Creative Awards                                      | 8 de diciembre de 2024   | Mejor Actriz                               | Mikey Madison                          | Nominada                                  | [ 16 ] |
| Astra Film and Creative Awards                                      | 8 de diciembre de 2024   | Mejor Actor de Reparto                     | Yura Borisov                           | Nominado                                  | [ 16 ] |
| Astra Film and Creative Awards                                      | 8 de diciembre de 2024   | Mejor Montaje                              | Sean Baker                             | Nominado                                  | [ 16 ] |
| British Independent Film Awards                                     | 8 de diciembre de 2024   | Mejor Película Independiente Internacional | Sean Baker, Alex Coco y Samantha Quan  | Ganadora                                  | [ 17 ] |
| Palm Springs International Film Festival                            | 3 de enero de 2025       | Breakthrough Performance Award             | Mikey Madison                          | Ganadora                                  | [ 18 ] |
| Santa Barbara Film Festival                                         | 9 de febrero de 2025     | Virtuoso Award                             | Mikey Madison                          | Nominada                                  | [ 19 ] |
| St. Louis Film Critics Association                                  | 15 de diciembre de 2024  | Mejor Película                             | Anora                                  | Nominada                                  | [ 20 ] |
| St. Louis Film Critics Association                                  | 15 de diciembre de 2024  | Mejor Actriz                               | Mikey Madison                          | Ganadora                                  | [ 20 ] |
| St. Louis Film Critics Association                                  | 15 de diciembre de 2024  | Mejor Guion Original                       | Sean Baker                             | Nominado                                  | [ 20 ] |
| Toronto International Film Festival                                 | 15 de septiembre de 2024 | Premio de la decisión de la gente          | Anora                                  | 2.º Lugar                                 | [ 21 ] |
| Washington D. C. Area Film Critics Association                      | 8 de diciembre de 2024   | Mejor Película                             | Anora                                  | Nominada                                  | [ 22 ] |
| Washington D. C. Area Film Critics Association                      | 8 de diciembre de 2024   | Mejor Director                             | Sean Baker                             | Nominado                                  | [ 22 ] |
| Washington D. C. Area Film Critics Association                      | 8 de diciembre de 2024   | Mejor Actriz                               | Mikey Madison                          | Ganadora                                  | [ 22 ] |
| Washington D. C. Area Film Critics Association                      | 8 de diciembre de 2024   | Mejor Actor de Reparto                     | Yura Borisov                           | Nominado                                  | [ 22 ] |
| Washington D. C. Area Film Critics Association                      | 8 de diciembre de 2024   | Mejor Guion Original                       | Sean Baker                             | Nominado                                  | [ 22 ] |
| Washington D. C. Area Film Critics Association                      | 8 de diciembre de 2024   | Mejor Montaje                              | Sean Baker                             | Empate con Joe Walker por Dune: Part Two. | [ 22 ] |
| Washington D. C. Area Film Critics Association                      | 8 de diciembre de 2024   | Mejor Reparto                              | Anora                                  | Nominados                                 | [ 22 ] |
| Critics' Choice Movie Awards                                        | 12 de enero de 2025      | Mejor Película                             | Anora                                  | Ganadora                                  | [ 23 ] |
| Critics' Choice Movie Awards                                        | 12 de enero de 2025      | Mejor Director                             | Sean Baker                             | Nominado                                  | [ 23 ] |
| Critics' Choice Movie Awards                                        | 12 de enero de 2025      | Mejor Actriz                               | Mikey Madison                          | Nominada                                  | [ 23 ] |
| Critics' Choice Movie Awards                                        | 12 de enero de 2025      | Mejor Actor de Reparto                     | Yura Borisov                           | Nominado                                  | [ 23 ] |
| Critics' Choice Movie Awards                                        | 12 de enero de 2025      | Mejor Reparto                              | Anora                                  | Nominada                                  | [ 23 ] |
| Critics' Choice Movie Awards                                        | 12 de enero de 2025      | Mejor Guion Original                       | Sean Baker                             | Nominado                                  | [ 23 ] |
| Critics' Choice Movie Awards                                        | 12 de enero de 2025      | Mejor Montaje                              | Sean Baker                             | Nominado                                  | [ 23 ] |
| Premios Globos de Oro                                               | 5 de enero de 2025       | Mejor película – Comedia o musical         | Anora                                  | Nominada                                  | [ 24 ] |
| Premios Globos de Oro                                               | 5 de enero de 2025       | Mejor Actriz – Comedia o musical           | Mikey Madison                          | Nominada                                  | [ 24 ] |
| Premios Globos de Oro                                               | 5 de enero de 2025       | Globo de Oro al mejor actor de Reparto     | Yura Borisov                           | Nominado                                  | [ 24 ] |
| Premios Globos de Oro                                               | 5 de enero de 2025       | Mejor Director                             | Sean Baker                             | Nominado                                  | [ 24 ] |
| Premios Globos de Oro                                               | 5 de enero de 2025       | Mejor Guion                                | Sean Baker                             | Nominado                                  | [ 24 ] |
| Medallas del Círculo de Escritores Cinematográficos                 | 3 de febrero de 2025     | Mejor película extranjera                  | Anora                                  | Nominada                                  | [ 25 ] |
| Academia Británica de las Artes Cinematográficas y de la Televisión | 16 de febrero de 2025    | Mejor película                             | Anora                                  | Nominada                                  | [ 26 ] |
| Academia Británica de las Artes Cinematográficas y de la Televisión | 16 de febrero de 2025    | Mejor dirección                            | Sean Baker                             | Nominado                                  | [ 26 ] |
| Academia Británica de las Artes Cinematográficas y de la Televisión | 16 de febrero de 2025    | Mejor actriz                               | Mikey Madison                          | Ganadora                                  | [ 26 ] |
| Academia Británica de las Artes Cinematográficas y de la Televisión | 16 de febrero de 2025    | Mejor actor de reparto                     | Yura Borisov                           | Nominado                                  | [ 26 ] |
| Academia Británica de las Artes Cinematográficas y de la Televisión | 16 de febrero de 2025    | Mejor guion original                       | Sean Baker                             | Nominado                                  | [ 26 ] |
| Academia Británica de las Artes Cinematográficas y de la Televisión | 16 de febrero de 2025    | Mejor casting                              | Anora                                  | Ganadora                                  | [ 26 ] |
| Academia Británica de las Artes Cinematográficas y de la Televisión | 16 de febrero de 2025    | Mejor montaje                              | Anora                                  | Ganadora                                  | [ 26 ] |
| Premios Óscar                                                       | 2 de marzo de 2025       | Mejor película                             | Alex Coco , Sean Baker y Samantha Quan | Ganadora                                  | [ 27 ] |
| Premios Óscar                                                       | 2 de marzo de 2025       | Mejor dirección                            | Sean Baker                             | Ganador                                   | [ 27 ] |
| Premios Óscar                                                       | 2 de marzo de 2025       | Mejor actriz                               | Mikey Madison                          | Ganadora                                  | [ 27 ] |
| Premios Óscar                                                       | 2 de marzo de 2025       | Mejor actor de reparto                     | Yura Borisov                           | Nominado                                  | [ 27 ] |
| Premios Óscar                                                       | 2 de marzo de 2025       | Mejor guion original                       | Sean Baker                             | Ganador                                   | [ 27 ] |
| Premios Óscar                                                       | 2 de marzo de 2025       | Mejor montaje                              | Sean Baker                             | Ganador                                   | [ 27 ] |